# Pholiota aurivella
Pholiota aurivella is een paddenstoel die zich vestigt op levend hout en na het gedood te hebben er op verder leeft als saprofyt. Men noemt dit type zwammen ook wel necrotrofe parasiet.  Hij komt meestal in bundels voor op loofbomen, vaak beuk, in bossen en parken. De vruchtlichamen verschijnen in de herfst, vooral van september tot november, zelden tijdens de wintermaanden en in het voorjaar. Ze groeien in bosjes en kunnen verschijnen van het gebied van de basis van de boom tot aan de kruin van de boom. De vruchtlichamen geven er de voorkeur aan om wonden en spleten in de bast naar voren te laten komen.

## Kenmerken

### Uiterlijke kenmerken
Hoed
De hoed is in de jeugd bol. Het oppervlak bezaaid met schubben die donkerder zijn dan de hoed. Vooral bij vochtig weer is de hoed vettig of een beetje slijmerig. Oudere exemplaren hebben een vlakke hoed, die steeds meer indroogt. De kleur van de hoed varieert van lichtgeel tot goudgeel. In de vroege stadia wordt de bolvormige hoed gesloten en gedeeltelijk bedekt met resten van het velum - inclusief de rand - later spreidt het uit en neemt het een gebogen vorm aan. Hierdoor kan de vlezige hoed 5 tot 12(–16) cm breed zijn.
Lamellen
De lamellen zijn lichtgeel, later roestbruin. 
Steel
De gebogen steel is gemiddeld 5 tot 8 cm lang en ongeveer 1 tot 2 cm dik. Het is slechts iets lichter gekleurd dan de hoed. Het oppervlak is vezelig schilferig tot licht vezelig geschubd en niet slijmerig.
Vlees
Het witgele vruchtvlees is stevig en taai. Het vruchtvlees nabij de hyfen in de steel (dus aan de steelvoet) heeft echter een roestbruine kleur.
Geur en smaak
De geur wordt omschreven als radijsachtig, de smaak is mild.

### Microscopische kenmerken
De sporen zijn bruin. De sporen zijn elliptisch van vorm en hebben een fijne kiempore. Ze meten 7-10 × 4,5-6 µm. De cheilocystidia zijn smal flesvormig. De chrysocystidia zijn iets langer en toegespitst.

## Verspreiding
Pholiota aurivella komt veel voor in de Holarctisch gebied. Het is te vinden in Europa, Noord-Azië, Noord-Afrika en Noord-Amerika, vooral in Canada. In Europa strekt het gebied zich uit van Groot-Brittannië en Frankrijk in het westen tot Estland en Wit-Rusland in het oosten, in het noorden tot Fennoscandinavië en in het zuiden tot Italië, Griekenland en Roemenië. In Duitsland komt de schimmel verspreid van de laaglanden tot de lagere bergen voor. Over het algemeen komt de soort meer voor in de laaglanden dan in de bergen.

## Culinaire waarde
Deze zwam is eetbaar, maar niet smakelijk.

## Taxonomie
In 1786 werd hij beschreven door de Duitse mycoloog August Batsch in het geslacht Agaricus. In 1871 verplaatste Paul Kummer de soort naar het geslacht Pholiota. Volgens Holec (2001) of Noordeloos (2011) zijn Pholiota aurivella en Pholiota adiposa synoniem met elkaar. Dit inzicht is overgenomen door Verspeidingsatlas en Waarneming.nl, maar niet door Index Fungorum, Mycobank en GBIF.